# Tschaikino (Kaliningrad, Gurjewsk)
Tschaikino (russisch Чайкино, deutsch Rinau) ist ein Ort in der russischen Oblast Kaliningrad. Er gehört zur kommunalen Selbstverwaltungseinheit Stadtkreis Gurjewsk im Rajon Gurjewsk.

## Geographische Lage
Tschaikino liegt 24 Kilometer nordöstlich der Oblasthauptstadt Kaliningrad (Königsberg) an der Kommunalstraße 27K-070 zwischen Uslowoje ((Königlich) Neuendorf) und Dobrino (Nautzken) an der Regionalstraße 27A-024 (ex A190). In Tschaikino zweigt die Kommunalstraße 27K-402 in das zwei Kilometer entfernte Liski (Kingitten) ab. Die nächste Bahnstation ist Dobrino an der Bahnstrecke Kaliningrad–Sowetsk (Königsberg–Tilsit).

## Geschichte
Das früher Rinau genannte Gutsdorf wurde im Jahre 1258 gegründet. Von 1874 bis 1928 war es Sitz und namensgebender Ort des Amtsbezirks Rinau und gehörte zum Landkreis Königsberg (Preußen) im Regierungsbezirk Königsberg der preußischen Provinz Ostpreußen.
Im Jahre 1910 lebten in Rinau 361 Einwohner. Am 30. September 1928 verlor Rinau seine Eigenständigkeit und wurde nach Kropiens (heute russisch: Gajewo) eingemeindet. Gleichzeitig wurde der Amtsbezirk Rinau, der bis dahin ohnehin nur aus dem Gutsbezirk Rinau bestand, aufgelöst. 
1945 kam Rinau mit dem nördlichen Ostpreußen zur Sowjetunion. Im Jahr 1947 erhielt der Ort die russische Bezeichnung Tschaikino und wurde gleichzeitig dem Dorfsowjet Saliwenski selski Sowet im Rajon Gurjewsk zugeordnet. Später gelangte der Ort in den Marschalski selski Sowet. Von 2008 bis 2013 gehörte Tschaikino zur Landgemeinde Chrabrowskoje selskoje posselenije und seither zum Stadtkreis Gurjewsk.

## Kirche
Bis 1945 war die fast ausnahmslos evangelische Bevölkerung Rinaus in das Kirchspiel Postnicken (heute russisch: Saliwnoje) eingepfarrt und gehörte somit zum Kirchenkreis Königsberg-Land II in der Kirchenprovinz Ostpreußen der Kirche der Altpreußischen Union.
Heute liegt Tschaikino im Einzugsbereich der evangelisch-lutherischen Gemeinde in Marschalskoje (Gallgarben), die in den 1990er Jahren neu gegründet wurde und eine Filialgemeinde der Auferstehungskirche in Kaliningrad (Königsberg) ist. Sie ist der Propstei Kaliningrad der Evangelisch-lutherischen Kirche Europäisches Russland zugeordnet.

## Söhne und Töchter des Ortes
- Kurt von Bardeleben (* 24. April 1796 in Rinau; † 1854), Mitglied der Frankfurter und der Preußischen Nationalversammlung